# Hermann Brück

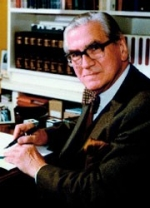
Hermann Brück

Hermann Alexander Brück (* 15. August 1905 in Berlin; † 4. März 2000 in Edinburgh) war ein deutscher Astronom.

## Leben
Brück ging in Berlin-Charlottenburg zur Schule und studierte ab 1924 an der Universität Kiel, der Universität Bonn und der Ludwig-Maximilians-Universität München, an der er bei Arnold Sommerfeld 1928 in Physik promoviert wurde, mit einer Dissertation Über die wellenmechanische Berechnung von Gitterkräften und die Bestimmung von Ionengrößen, Kompressibilitäten und Gitterenergien bei einfachen Salzen. Danach wandte er sich der Astronomie zu und ging an das Astrophysikalische Observatorium Potsdam mit seinem Freund Albrecht Unsöld, der ebenfalls bei Sommerfeld promoviert hatte. Gleichzeitig besuchte er das Physikalische Kolloquium an der Universität Berlin, an dem damals Physiker wie Albert Einstein und Max von Laue waren.
Wegen der politischen Situation verließ er 1936 Deutschland und ging als Assistent an die Vatikanische Sternwarte in Castel Gandolfo. Die Theologen Romano Guardini und Johannes Pinsk nahmen ihn in diesem Jahr gemeinsam in die katholische Kirche auf. Im Folgejahr ging er an die Universität Cambridge zu Arthur Eddington. Er wurde Assistant Director des Observatoriums Cambridge und John Couch Adams Astronomer. Sein Spezialgebiet war die Sonnen-Spektroskopie. Er trug beispielsweise zum Utrechter Sonnenatlas bei.
1947 ging er als Leiter des Dunsink Observatory nach Dublin, das dem Dublin Institute for Advanced Studies zugeordnet war, an dem Erwin Schrödinger die Theoretische Physik leitete. 1957 wechselte er an die University of Edinburgh als Regius Professor für Astronomie und leitete dort das Royal Observatory (als Astronomer Royal for Scotland). Dort wurden unter (in den Anfangsjahren) Vincent Cartledge Reddish und Peter Fellgett automatisierte Beobachtungsverfahren in der Stellarspektroskopie (mit automatischem Scannen der Spektren und Umwandlung in Computer-lesbare Lochstreifen) und Fernsteuerung von Teleskopen entwickelt. Damit machte er Edinburgh zu einem Zentrum der technologischen Entwicklung der beobachtenden Astronomie. Für die Beobachtung nutzte er seine internationalen Kontakte besonders nach Rom (mit einem Schmidt-Teleskop auf dem Monte Porzio bei Rom 1967) und die Universität benutzte auch ein Schmidt-Teleskop in Siding Spring in Australien. Er war an der Einrichtung des vom Greenwich-Observatorium betreuten Teleskops in La Palma beteiligt und der Einrichtung eines von Edinburgh betreuten 4 m Infrarot-Teleskops auf Hawaii. Er richtete einen Studiengang für Astronomie ein und gründete wie in Cambridge eine studentische astronomische Gesellschaft. Er war zeitweise Dekan und ging 1975 in den Ruhestand.
Er war mit Mary Conway verheiratet, die als Astronomin mit ihm zusammenarbeitete. Sie lehrte ebenfalls in Edinburgh bis zu ihrem Ruhestand 1984. Mit seiner Frau schrieb er eine Biographie von Charles Piazzi Smyth (1988) und die Geschichte der Astronomie in Edinburgh (1983).
Er war Mitglied der Päpstlichen Akademie der Wissenschaften (1955), der Royal Irish Academy (1948), der Royal Society of Edinburgh (1958) und der Mainzer Akademie der Wissenschaften und Literatur (1955). 1966 wurde er CBE. Er war Großkreuz-Ritter des Gregoriusordens. Er war Ehrendoktor der Universität St. Andrews (1973) und der National University of Ireland (1972). 2014 wurde der Asteroid (10737) Brück nach ihm benannt.

## Schriften
- mit Mary Brück: The peripatetic astronomer: The life of Charles Piazzi Smyth, Adam Hilger 1988
- The story of astronomy in Edinburgh: from its beginning until 1975, Edinburgh University Press 1983
- Lord Crawford's[5] Observatory at Dun Echt 1872-1892, Vistas in Astronomy, Band 35, 1992, S. 81–138